# Georges de Pimodan
Georges Pimodan, avstrijski general in vojaški zgodovinar, * 1822, † 1860.